# Jereka
Jereka (IPA: [jɛˈɾeːka]) è un insediamento (naselje) di 212 abitanti, della municipalità di Bohinj nella regione statistica dell'Alta Carniola in Slovenia.
La chiesa del paese è dedicata a Santa Margherita d'Antiochia di Pisidia.